# Погана дівчина (фільм, 2012)
«Погана дівчина» (фр. Mauvaise fille) — французька кінодрама 2012 року режисера Патрика Міля, екранізація однойменного бестселера Жюстін Леві.

## Сюжет
У фільмі розповідається про 25-річну Луїзу, яка протягом одного дня довідується, що вона вагітна своєю першою дитиною і що її матір серйозно хвора на рак. Її батько, рок-співак, продовжує контактувати з нею.

## Ролі виконують
- Ізя Іжлен — Луїза
- Кароль Буке — Аліса
- Боб Гелдоф — Жорж
- Артур Дюпон — Пабло
- Жоана Прейс[fr] — Бріджіт
- Жак Вебер — професор Лекок

## Навколо фільму
- Частину фільму знімали на острові Ват[fr] в Біскайській затоці Атлантичного океану на півдні Бретані, Франція.

## Визнання
| Нагороди та номінації фільму «Погана дівчина» | Нагороди та номінації фільму «Погана дівчина» | Нагороди та номінації фільму «Погана дівчина» | Нагороди та номінації фільму «Погана дівчина» | Нагороди та номінації фільму «Погана дівчина» | Нагороди та номінації фільму «Погана дівчина» |
| Рік                                           | Нагорода                                      | Категорія                                     | Номінант                                      | Результат                                     |                                               |
| --------------------------------------------- | --------------------------------------------- | --------------------------------------------- | --------------------------------------------- | --------------------------------------------- | --------------------------------------------- |
| 2013                                          | Премія «Сезар»                                | Найперспективніша акторка                     | Ізя Іжлен                                     | Перемога                                      |                                               |
| 2013                                          | Премія «Люм'єр»                               | Найкраща молода акторка                       | Ізя Іжлен                                     | Номінація                                     |                                               |
| 2013                                          | Кришталевий глобус                            | Найкраща акторка                              | Ізя Іжлен                                     | Номінація                                     |                                               |
| 2013                                          | Золота зірка кіно                             | Найкраща акторка-новачок                      | Ізя Іжлен                                     | Перемога                                      |                                               |